# Nacionalismo afrikáner
El nacionalismo afrikáner (afrikáans: Afrikaner Volkseenheid) es una ideología política que nació en el siglo XIX sobre la idea que los afrikáneres en Sudáfrica eran un «pueblo elegido»; la ideología estaba muy influida por fuertes sentimientos antibritánicos que se desarrollaron entre los afrikáneres, especialmente a causa de las Guerras de los Bóeres. El nacionalismo afrikáner enfatizaba la unidad de todos los afrikáneres.
Según el historiador T. Dunbar Moodie, el nacionalismo afrikáner puede ser descrito como una especie de religión civil que combinaba la historia de los afrikáneres, su idioma afrikáans y el calvinismo afrikáner como sus símbolos principales. Importantes propulsores de esta ideología eran la sociedad secreta Broederbond y el Partido Nacional que gobernó el país desde 1948 hasta 1994. Otras organizaciones alineadas con la ideología del nacionalismo afrikáner eran la Federación de Organizaciones Culturales Afrikáans (Federasie van Afrikaanse Kultuurvereniginge , FAK), la Asociación de Protección del Instituto para la Educación Nacional Cristiana y los Trabajadores Blancos.

## Formulación de la ideología
Uno de los primeros impulsores del nacionalismo afrikáner fue el ministro Stephen Du Toit de la Iglesia reformada neerlandesa (en afrikáans, Nederduits Gereformeerde Kerk), quien también fue uno de los fundadores del Broederbond y responsable de publicar el periódico Die Afrikaanse Patriot. En sus escritos, Du Toit plasmó la noción de que los afrikáneres eran una nacionalidad particular con una tierra propia (Sudáfrica) y su lenguaje propio (afrikáans) y que el destino del volks era gobernar Sudáfrica.

### Iglesia reformada neerlandesa

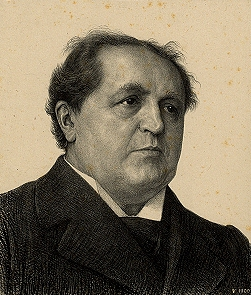
Abraham Kuyper.

La religión, especialmente el calvinismo afrikáner, jugó un papel instrumental en el desarrollo del nacionalismo afrikáner y consecuentemente de la ideología del apartheid. Las Iglesias reformadas neerlandesas de Sudáfrica estuvieron envueltas a lo largo del siglo XVIII en una batalla contra la modernidad. Ellas se alinearon con las posiciones conservadoras de Abraham Kuyper, quien enfatizaba la autoridad de Dios sobre las distintas esferas de la creación. Estas esferas, por ejemplo naciones históricas, debían ser preservadas y protegidas del liberalismo y las ideologías revolucionarias.
Kuyper también rechazaba la Ilustración con su énfasis en la racionalidad humana y la individualidad y pensaba que la misma había impulsado los ideales de igualdad, fraternidad y libertad de la Revolución francesa. Según su parecer, todas estas ideas desafiaban la autoridad de Dios. Los teólogos afrikáneres trabajaron a partir de esta base y definieron un número de esferas políticas, económicas y culturales que tenían sus destinos independientes. La historia afrikáner también fue reinterpretada mediante una ideología cristiana-nacionalista. Paul Kruger, presidente del Transvaal y miembro fundador de la Nederduitsch Hervormde Kerk, ya se refería a la misma como la «historia sagrada» con el volk en el papel del pueblo elegido, mientras que el Gran Trek era considerado como El Éxodo de la dominación británica en el Cabo hacia la Tierra Prometida de las Repúblicas bóeres.